# Cidugala grisea
Cidugala grisea là một loài bọ cánh cứng trong họ Cerambycidae.